# MOZ (Zeitschrift)
Die MOZ war eine monatliche Zeitschrift, die von Juli 1984 bis 1990 in Wien erschien.
Im Jänner 1985 schrieb Sepp Auer, der Geschäftsführer der MOZ, dass die Zeitschrift von Libyen finanziell unterstützt wurde.

## Bezeichnungen
Die MOZ trug im Laufe ihres Erscheinens verschiedene Untertitel:
- Monatszeitung für Politik, Wirtschaft und Kultur
- Alternative Monatszeitung für Politik, Wirtschaft und Kultur
- Grün-Alternative Monatszeitung